# Batalla del Jarama
La batalla del Jarama, entre el 6 i el 27 de febrer del 1937 fou un cruent intent de les forces franquistes de travessar el riu Jarama, al sud-est de Madrid, durant la Guerra Civil espanyola. De resultat final incert, hi participaren, per part franquista, columnes mòbils de regiments de la Legió i tropes mores, mentre que se'ls enfrontaren per part republicana les tropes reorganitzades de l'Exèrcit del Centre, que incloïen la participació de diverses Brigades Internacionals.

## Antecedents
L'hivern del 1936, les forces franquistes havien fracassat en el seu intent de prendre Madrid, malgrat el setge al que sotmetien la ciutat des del novembre del 1936. Per això, el seu comandament va resoldre intentar de tallar-li les comunicacions pel sud-est amb la capital de la República en aquells moments, València, mitjançant un atac per la zona de la vall del riu Jarama.
Emilio Mola Vidal tenia el comandament absolut de les forces franquistes que envoltaven Madrid i fou qui planejà l'atac a través de la vall del Jarama, a uns 11 km al sud de la capital. El General Orgaz fou posat al capdavant de l'ofensiva, amb el General Varela dirigint sobre el terreny les tropes de García Escamez, Sáenz de Buruaga, Barrón, Asensio i Rada. L'atac s'havia planificat per coincidir amb una ofensiva dels aliats italians de Franco a Guadalajara, sota el comandament del General Mario Roatta, però els italians no estigueren a punt a temps i Mola va decidí d'iniciar l'atac sense ells. Els franquistes eren aproximadament 25.000 soldats, la majoria regulars i legionaris. Mola tenia també a la seva disposició deu esquadrons de cavalleria. Estaven suportats a més, per tropes alemanyes de la Legió Còndor, incloent dos batallons d'artilleria pesant, una unitat de tancs sota Wilhelm Ritter von Thoma, sis bateries de canons de 155 mm i un grup de suport de 88 mm.
Els objectius inicials dels franquistes eren prendre la riba occidental del riu Jarama i controlar els turons que el dominaven. Després, trencarien les posicions republicanes a les zones altes a l'est del riu i prendrien les ciutats de Vaciamadrid i Arganda per a tallar la carretera de Madrid a València, aïllant la capital pel sud i l'est.

## La lluita per la riba oest
L'ofensiva franquista començava el 5 de febrer amb l'assalt per sorpresa a les posicions republicanes de la riba occidental del Jarama. Els franquistes, a la manera de l'Exèrcit de l'Àfrica, avançaven en columnes mòbils i ensorrarren les línies republicanes, que no esperaven l'atac. El General García Escámez dirigia el flanc dret pel sud, el General Rada manava l'ala esquerra pel nord, mentre que el General Asensio dirigia el centre de l'ofensiva. Les tropes d'Escámez sorprengueren la XVIII Brigada republicana el 6 de febrer a Ciempozuelos i els provocava 1.800 baixes. Els homes de Rada prengueren el turó de "La Marañosa", que feia uns 700 metres d'alt i dominava les dues ribes del Jarama. Els dos batallons republicans que defensaven "La Marañosa" confiaren en les defenses naturals del turó, però moriren fins al darrer home durant l'assalt franquista. Des d'aquesta posició dominant, els franquistes pogueren dominar el pas del riu amb l'artilleria i el foc de metralladores.
El 8 de febrer, la riba occidental del Jarama era a mans de Franco. Les forces del General Pozas es veieren reforçades amb les tropes de Líster i d'El Campesino, que deturaren l'atac i estabilitzaren el front. L'Exèrcit de la República reorganitzava les seves defenses i enviava reforços a la riba oriental del Jarama, impedint el pas del riu per l'enemic. A més a més, una forta pluja feia créixer el riu i deturava els combats durant dos dies.

## El pas del riu pels franquistes
El dia 11 de febrer, un grup petit de regulars marroquins s'aproparen al riu sense ser detectats i avançaren fins a les posicions defensades per la XIV Brigada Internacional, prop del pont ferroviari de Pindoque, a Vaciamadrid. Els soldats marroquins havien avançat silenciosament fins a la guàrdia del pont i degollaren els soldats de la República amb els seus coltells, tal com havien après a fer-ho a la Guerra del Rif. Els seguí la cavalleria franquista de Barrón. A prop, la columna de Barrón, que desafiava el foc republicà, carregava per sobre del pont d'Arganda i establia un cap de pont a l'altra riba. Els republicans havien col·locat càrregues per demolir el pont, però encara que les feren detonar, el pont romangué quasi intacte. Més al sud, Asensio atacava el poble de San Martín de la Vega, on l'artilleria republicana aturaria el seu avenç tot el dia fins a ser silenciada per les forces marroquines i legionàries.
Tanmateix, els republicans romanien fermament atrinxerats al llarg de les alçades d'El Pingarrón a la riba oriental, des d'on seguien castigant els caps de pont franquistes amb foc d'artilleria. La brigada de Barrón era continguda més al nord pel Batalló Garibaldi, que tenia una posició elevada prop d'Arganda. Cap al tard, unitats de la XI Brigada Internacional s'enfrontaven a una ofensiva franquista sobre la carretera d'Arganda a Colmenar i contraatacaven dues vegades amb els tancs T-26 soviètics. Els contraatacs blindats es rebutjaren amb foc d'artilleria de les bateries franquistes a La Marañosa, però serviren per aturar l'ofensiva. Quan els Junkers Ju 87 de la Legió Còndor apareixeren en suport dels franquistes, els avions republicans els abateren i continuaren amb el control del cel. Fins al 13 de febrer, la força aèria republicana, en gran part composta de màquines i pilots soviètics, mantingueren la supremacia aèria. Tanmateix, la situació canvià amb l'arribada de més avions italians i espanyols que donaren a Franco, fins al final de la batalla, un decisiu avantatge a l'aire.
Els franquistes, dirigiren les seves reserves el 12 de febrer en un potent atac en direcció a Morata de Tajuña. Les tropes d'Asensio preneren el turó d'El Pingarrón i atacaren les alçades de Pajares més al nord. Aquesta lluita per les zones elevades del Jarama havia de comportar la part més cruenta de la batalla.

## The Suicide Hill
La XI Brigada Internacional (formada per voluntaris britànics, balcànics, francesos i belgues), que defensava la zona alta de Pajares, es trobà davant la nova línia del front. L'artilleria franquista concentrada a El Pingarrón colpejava permanentment els brigadistes. Els voluntaris alemanys del Batalló Thälmann havien patit un atac frontal a la seva línia de turons per part dels regulars marroquins, amb foc de metralladora que els infringí importants pèrdues, però els britànics aconseguiren de fer-los retrocedir i tornar a les posicions elevades que ells anomenaven The Suicide Hill ("El turó del suïcidi"). Un batalló de metralladores arribà en el seu suport, però van demostrar la poca pràctica en el seu ús que se'n tenia, reincidint així mateix en el problema crònic de la diversitat de municions. Tanmateix, l'arribada dels veterans soldats de Líster, per l'esquerra dels britànics, permeté aguantar la línia republicana tot el dia i tota la nit, malgrat un alt cost en vides humanes.
Continuà una lluita furiosa i confosa, en la qual el Batalló Britànic perdia el poeta Christopher Caudwell i 375 dels seus 600 homes, incloent-hi gairebé tots els oficials. El 13 de febrer, les forces franquistes començaven una maniobra pel flanc i forçaven la tornada de les unitats franceses a la dreta dels britànics. Van aconseguir d'aïllar i capturar 30 membres del batalló de metralladores. El supervivents republicans es retiraren cap als punts alts. Allà, els supervivents eren reagrupats per Coronel Gal, que reunia els oficials i els convencia de retornar a la batalla. Els franquistes, confonent el retorn dels republicans amb els seus propis soldats, deixaven el turó sense oposició, abans de reprendre la lluita. La nit del 14 de febrer, tropes fresques arribaven per a reforçar la línia republicana.
L'avenç franquista es feia també al sud del "Turó del Suïcidi", als turons baixos entre les alçades de Pajares i El Pingarrón. Allà, el centre de l'atac franquista avançava, després que la XV Brigada Internacional fos massacrada pel foc d'artilleria del 155 mm. emplaçada al turó de la Marañosa. Les tropes de Barrón gairebé arribaren a la ciutat d'Arganda i a la carretera de Madrid a València tan cobejada. Tanmateix, el seu avenç era aturat per ordres de Varela, preocupat de què quedessin aïllats en cas d'avançar tan lluny respecte a la resta d'unitats.

## El contraatac republicà

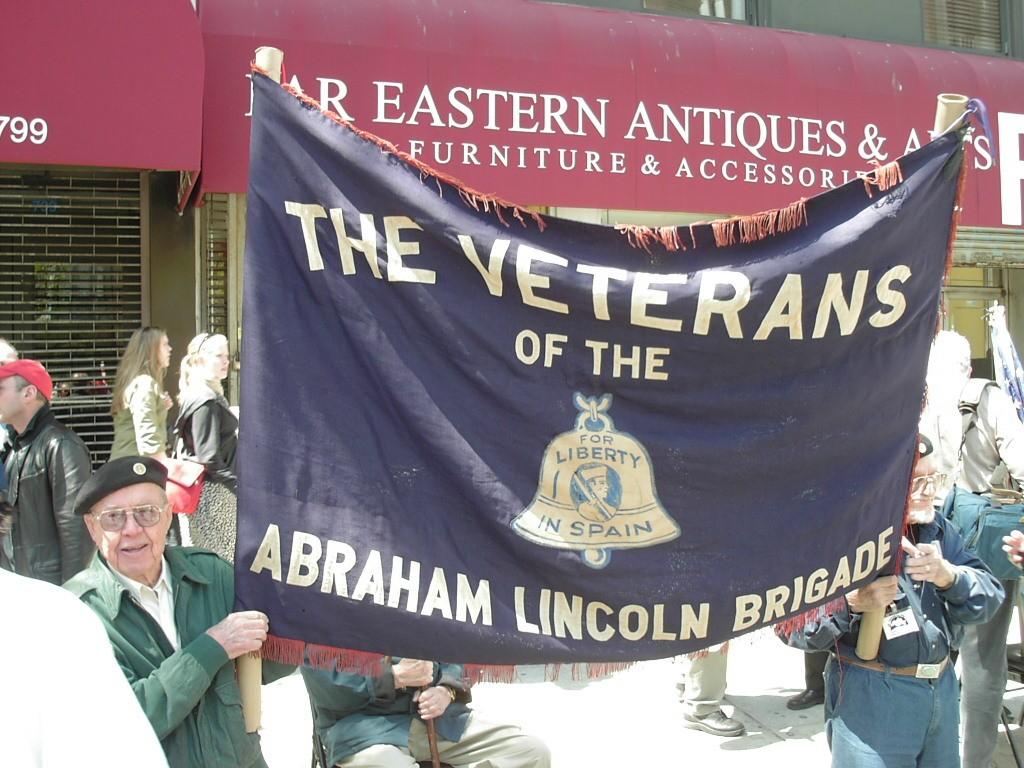
Després del Jarama, els nord-americans comentaven: "És una petita meravella que la nostra Unitat s'anomenés després Abraham Lincoln: ella, també, havia estat assassinada"

El 14 de febrer, els republicans contraatacaren les forces de Barrón amb 50 tancs T-26, amb el suport de la infanteria, artilleria i cobertura aèria. Encara que no van aconseguir recuperar el terreny perdut, el contraatac va causar moltes baixes a l'enemic i aturà el seu avanç. La jornada seria recordada pels franquistes com "el día triste del Jarama", recordant La Noche Triste d'Hernán Cortés.
El 17 de febrer, el General José Miaja prenia el comandament de les forces republicanes al Jarama, que fins llavors havia compartit amb Pozas, dificultant la coordinació de l'estratègia republicana. Miaja muntà una gran contra ofensiva per a desallotjar l'enemic de la riba oriental del Jarama. Les forces de Líster feien un assalt frontal a les alçades d'El Pingarrón, que els comportà un 50% de baixes. Un altre atac inútil i costós fou dut a terme per les tropes de Juan Modesto des de la zona del riu Manzanares cap al nord, sobre les posicions elevades dels franquistes a La Marañosa. Aquí una altra vegada, els republicans no reeixiren, amb un alt cost, a aconseguir els seus objectius. En el sector nord, tanmateix, els franquistes eren forçats a deixar Vaciamadrid i la carretera de Madrid a València.

Bandera de les Brigades Internacionals

Més contraatacs republicans seguiren entre els dies 23 i 27 de febrer. El General Gal ordenava nous intents, desesperats, d'assaltar el bastió franquista d'El Pingarrón. Les forces republicanes incloïen 450 nord-americans del Batalló Abraham Lincoln de Robert Merriman. Les tropes, inexpertes, avançant sense suport d'artilleria, carregaren valentament contra les línies franquistes, que feren una carnisseria. Fou llavors quan el poeta Charles Donnelly, del contingent irlandès de la Columna Connolly, pronuncià les cèlebres paraules "even the olives are bleeding" ("fins i tot les olives sagnen"), abans de ser abatut per una ràfega de metralladores, darrere l'olivera on es protegia.
Els nord-americans deixaren al Jarama 120 morts i 175 ferits, un 66% de baixes, abans que tornés a regnar el silenci a la vall. Van immortalitzar la tragèdia que visqueren amb la cançó There's a Valley in Spain Called Jarama  Arxivat 2007-09-29 a Wayback Machine., musicada entre d'altres per Pete Seeger. Després del fracàs d'aquests atacs, els dos bàndols consolidaren posicions i el front s'estabilitzà.

## Conseqüències de la batalla
Cap a la fi de febrer, la batalla entrava en una situació d'estancament, amb els dos bàndols que consolidaven llurs posicions als indrets on cap assalt enemic els podia sorprendre. Tant els uns com els altres havien patit severes pèrdues humanes (d'entre 6.000 a 25.000 cada un, depenent de les versions). A més a més, les tropes estaven esgotades i mancava munició i menjar.
Encara que els franquistes reeixiren a travessar el riu i resistir tots els esforços per desplaçar-los de les seves posicions a l'altre costat, la carretera de Madrid a València romangué fora del seu abast i en mans republicanes. Conseqüentment, l'àrea perdia molta de la seva importància estratègica i es fusionà amb la resta de front i es protegí amb trinxeres, evocant així la lluita estàtica del front occidental en la Primera Guerra Mundial. El març, l'exèrcit expedicionari italià iniciava la batalla de Guadalajara de manera similar, i l'esperança de Franco d'isolar Madrid quedava definitivament frustrada.